# Johann Paul von Westhoff
Johann Paul von Westhoff (Dresden, 1656 - Weimar, 14 of 15 april 1705) was een Duitse barokcomponist, violist en taaldocent. Hij werd in zijn tijd beschouwd als een van de beste violisten in Duitsland.

## Levensloop
Johann Paul werd geboren als de zoon van Friedrich von Westhoff, een musicus bij de hofkapel in Dresden. De jeugdige Johann Paul kreeg muziekles van de befaamde componist Heinrich Schütz. Als vijftienjarige werd hij in 1671 de privéleraar van de jonge prinsen Johan George en Frederik August.
In 1674 kwam Von Westhoff in dienst bij de hofkapel als violist. Tijdens zijn dienstverband reisde hij veelvuldig: hij was in 1679 in Zweden, diende in 1680 als militair in Hongarije en maakte kunstreizen naar Italië, Wenen en Engeland. In 1682 speelde hij in Parijs voor koning Lodewijk XIV. Toen keurvorst Frederik August zich echter in 1697 tot het katholicisme bekeerde, verliet de protestantse Von Westhoff de hofkapel. Hij ging nu werken als taalleraar aan de universiteit van Halle.
Van 1699 tot aan zijn overlijden werkte Von Westhoff aan het hof van hertog Willem Ernst in Weimar. Hij was hier secretaris, musicus en leraar Frans en Italiaans.
Von Westhoff overleed op 14 of 15 april 1705. De begrafenis vond plaats op 17 april.

## Werken
In 1682 gaf het Franse tijdschrift Mercure galant twee vioolcomposities van Von Westhoff uit. De aanleiding hiervoor was diens optreden voor koning Lodewijk XIV.

### Solo's voor viool

Deel van een sonate uit 1682, uitgegeven in 1880.

In 1696 verschenen in Dresden zes suites (of partita's) voor viool. Het bijzondere van deze suites is dat ze de eerste meerdelige composities waren voor soloviool, dus zonder ondersteuning van de gebruikelijke basso continuo. Mogelijk had hij al eerder dergelijke composities geschreven, want in 1682 verscheen in Dresden de bundel vioolsolo's Erstes Dutzend Allemanden, Couranten, Sarabanden und Giguen Violino Solo sonder Passo Continuo. Deze eerste uitgave is echter verloren gegaan en het is niet duidelijk of de uitgave van 1696 een herdruk betekende of dat het geheel nieuwe composities waren.

### Bach
In 1703 en van 1708 tot 1717 werkte Johann Sebastian Bach aan het hof van Weimar. Het is aannemelijk dat hij hier heeft kennisgemaakt met Von Westhoff en diens werk.
Bach schreef tijdens zijn tweede periode in Weimar een cyclus van drie sonates en drie partita's voor soloviool (BWV 1001-1006); hij rondde deze cyclus in 1720 definitief af. Het is duidelijk dat Bach zijn inspiratie vond in het werk van Von Westhoff en dat de zes solosuites van Von Westhoff model hadden gestaan voor Bachs vioolcyclus.